# Hendron
Hendron – jednostka osadnicza w Stanach Zjednoczonych, w stanie Kentucky, w hrabstwie McCracken.